# Tragopan
Tragopan es un género de aves galliformes de la familia Phasianidae incluye a cinco especies de faisanes asiáticos con un destacado dimorfismo sexual: los machos presentan un plumaje de vivos colores, en contraste con el de las hembras, mucho más apagado.

## Especies
El género Tragopan incluye cinco especies:
- Tragopan blythii
- Tragopan caboti
- Tragopan melanocephalus
- Tragopan satyrus
- Tragopan temminckii